# Château de Thorberg
Le château de Thorberg est une succession d'édifices construits sur un promontoire rocheux dominant la commune de Krauchthal dans le canton de Berne. Du fait de sa position dominante et difficile d'accès, l'emplacement connaît une longue histoire d'occupation humaine, principalement pour des motifs militaires ou d'isolement. Le site est connu pour avoir abrité un château fort durant le Moyen Âge - détruit par les bernois en 1386 lors de la guerre de Sempach -, une chartreuse (chartreuse de Sainte-Paule-de-la-Porte-du-Mont) et le siège d'un bailliage. À partir du 19e siècle, le site reçoit une nouvelle affectation en devenant une maison d'internement pour des personnes alcooliques ou marginales et une maison de correction. En 1891, les installations sont converties en établissement pénitentiaire. L'établissement pénitentiaire de Thorberg est toujours en activité.

## Situation géographique
Le château de Thorberg est situé sur la commune de Krauchthal, dans la région bernoise de l'Emmental. Il est construit sur un promontoire rocheux dominant la commune et la vallée environnante de Lindental.
Le site doit sans doute son nom à sa situation locale imposante : dans les dialectes alémaniques « Thorberg » peut être traduit par « la porte du mont ».

## Histoire

### Occupation romaine
Le site du château est occupé depuis l'époque romaine (vestiges d'un habitat).

### Château fort médiéval
Durant le dernier quart du 12e siècle, des écrits relatent la présence d'un château fort sur le site,. Si la fortification a pu appartenir aux seigneurs de Krauchthal avant cette date, le bâtiment est attesté comme le fief de la famille Thorberg à partir de cette période. Cette famille de chevaliers, ministérial des Zähringen ou des Kybourg du fait des luttes d'influence entre les deux familles, travaille à faire prospérer leur domaine durant les siècles suivants. Ainsi, des possessions de Krauchthal, Koppigen et d'autres églises ou seigneuries alentour leur sont transférées.
Les années 1380 voient les Zähringen à la tête d'une coalition affronter les Fribourgeois, les Kybourg et les Habsbourg. Au cours de la guerre de Sempach, la fortification est assiégée et remise aux Bernois en 1386. Ceux-ci détruisent les fortifications militaires avant de restituer le site au seigneur Peter von Thorberg en 1389,.

### Chartreuse (1397-1528)

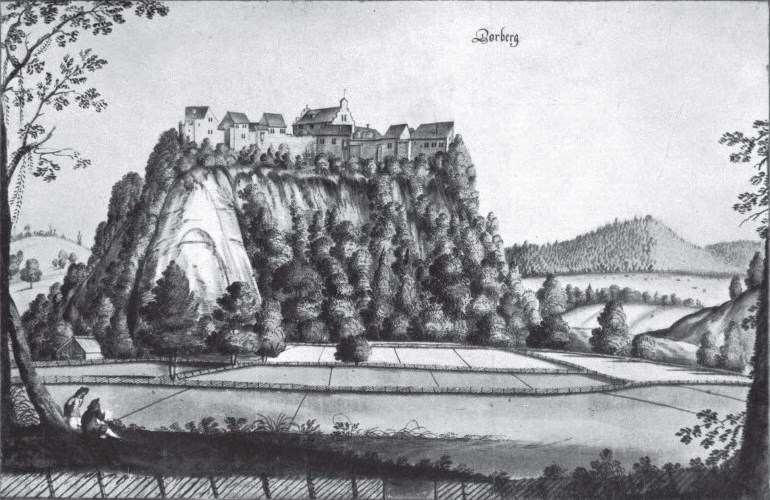

Les années suivantes, Peter von Thorberg fait construire une église et un couvent sur le promontoire. En 1397, il fonde un monastère et donne ses possessions à l'ordre des Chartreux,. Le site de Thorberg devient donc le siège d'une chartreuse dépendante du diocèse de Lausanne, la chartreuse de Sainte-Paule-de-la-Porte-du-Mont. Cette occupation des Chartreux s'étend jusqu'en 1528.
Au cours de cette période, la chartreuse prospère. Des écrits rapportent l'enrichissement de l'institution, obtenu principalement en nouant d'importantes alliances et en étendant ses possessions alentour (Krauchtal, Erfingen et Koppigen notamment),.
La Réforme protestante qui secoue les cantons helvétiques et notamment celui de Berne finit par mettre un terme à la présence de l'ordre. En 1528, le monastère est récupéré par les autorités bernoises à la suite du ralliement des prieurs puis sécularisé.

### Bailliage (1528-1798)
Les autorités bernoises établissent alors une administration (une Schaffnerei) chargée de gérer les biens et possessions de l'ancienne chartreuse. Les bâtiments sont convertis en hospice accueillant des personnes âgées ou malades.
À partir de 1570, les autorités transforment l'administration en un bailliage. Cette situation perdure jusqu'en 1798 lorsque l'invasion française fait tomber la République de Berne et institue la République helvétique.
Durant la seconde moitié du 18e siècle, les bâtiments sont rénovés et un nouveau château - symbole du pouvoir du bailliage - est édifié sur le site.

Château de Thorberg en 1743
Château de Thorberg en 1767
Château de Thorberg en 1795

### Maison d'internement et de correction
Après l'Acte de médiation par lequel les différents cantons suisses récupèrent une partie de leur autorité perdue sur leur territoire, les bernois décident de réaffecter le château et le site de Thorberg à des fins d'internement,,. Ainsi, les bâtiments accueillent notamment des marginaux ou des individus souffrant d'alcoolisme. La maison d'internement évolue durant le 19e siècle et devient une maison d'éducation forcée.

### Établissement pénitentiaire
En 1891 ou 1893, la maison de correction est fermée et le site devient un établissement pénitentiaire,. La plupart des installations de la prison actuelle sont construites durant les années 1950. Après un incendie en 1991, les bâtiments sont rénovés et une extension est ajoutée en 1998. Le site a gardé son affectation carcérale jusqu'à nos jours.
L'établissement pénitentiaire de Thorberg est aujourd'hui destiné à accueillir des détenus de sexe masculin condamnés à de longues peines d'emprisonnement ou souffrant de troubles psychiques graves,. Réputée pour ses dures conditions de détention et de sécurité, la prison est surnommée l'Alcatraz suisse.

Établissement pénitentiaire de Thorberg aujourd'hui
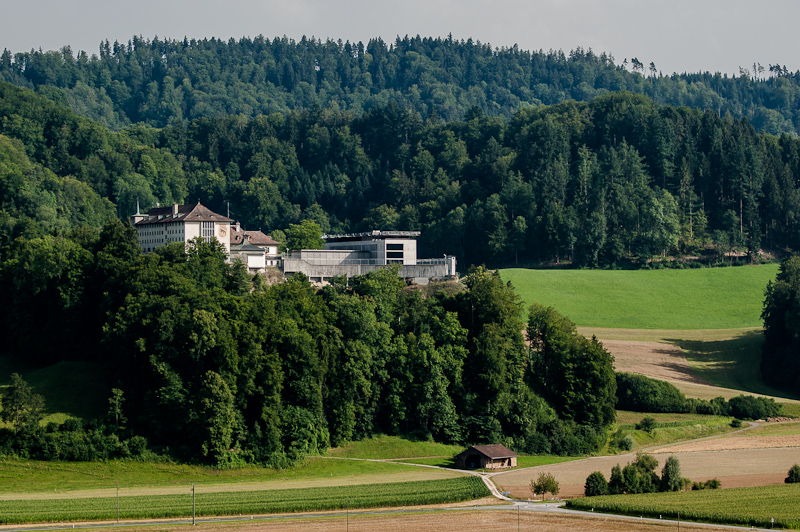
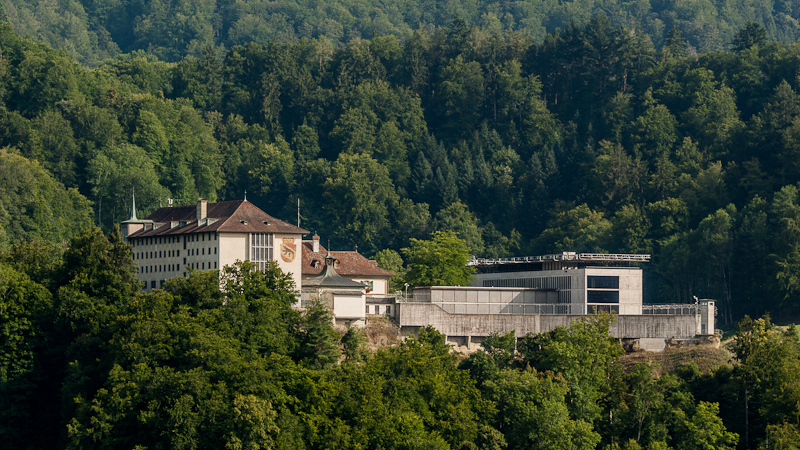
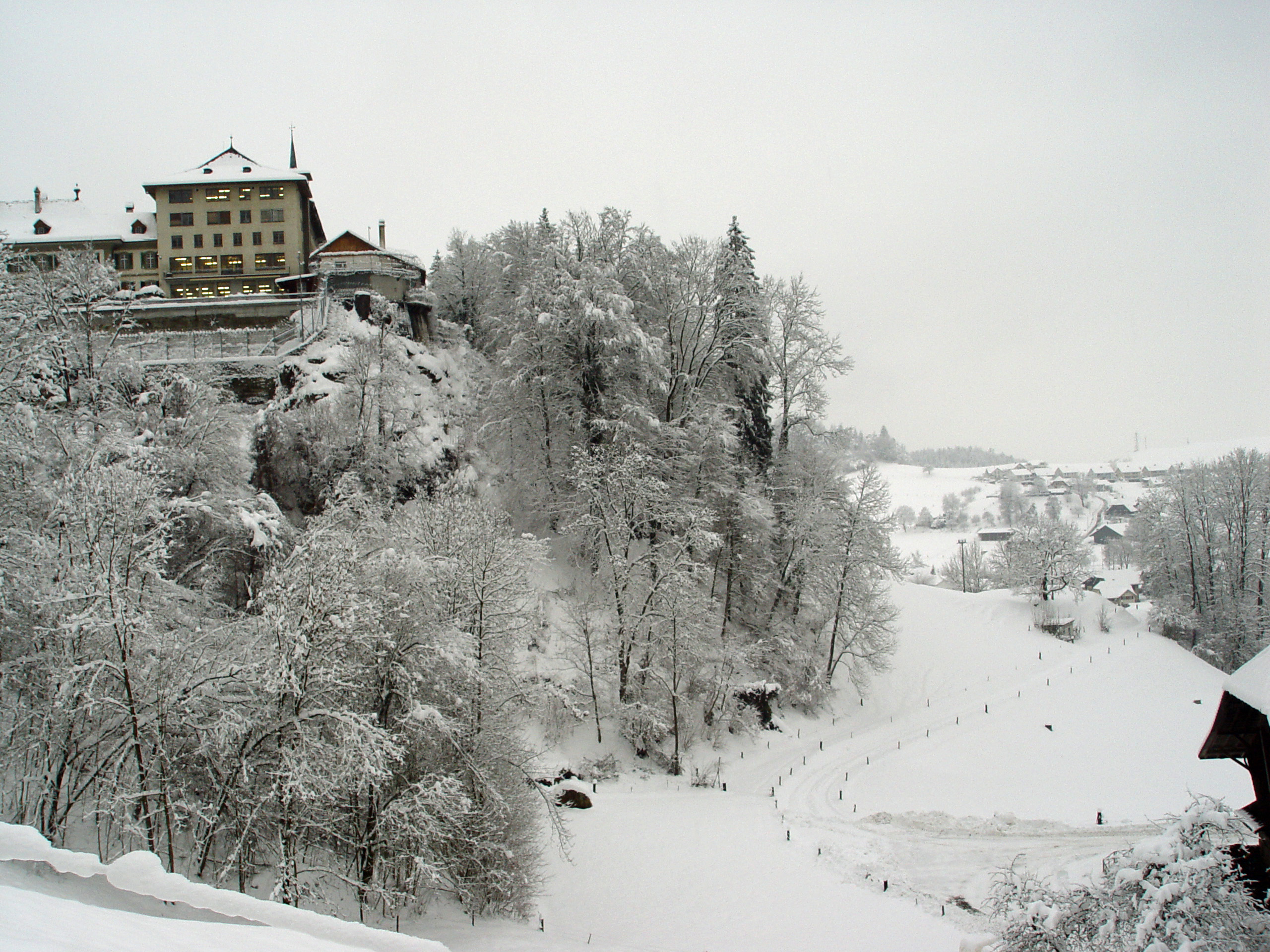